# هارون مايكل ميتسحاك
هارون مايكل ميتسحاك (بالإنجليزية: Aaron Michael Metchik) هو ممثل أمريكي، ولد في 22 أبريل 1980 بسان كليمينتي في الولايات المتحدة.

## أعمال

### أفلام
- (1997) هرقل

## وصلات خارجية
- هارون مايكل ميتسحاك على موقع IMDb (الإنجليزية)
- هارون مايكل ميتسحاك على موقع ألو سيني (الفرنسية)
- هارون مايكل ميتسحاك على موقع أول موفي (الإنجليزية)
- هارون مايكل ميتسحاك على موقع قاعدة بيانات الأفلام السويدية (السويدية)
- هارون مايكل ميتسحاك على موقع قاعدة بيانات الفيلم (الإنجليزية)
- هارون مايكل ميتسحاك على موقع كينوبويسك (الروسية)